# 기숙사 대소동
《기숙사 대소동》(영어: Revenge of the Nerds)은 미국에서 제작된 제프 커뉴 감독의 1984년 코미디 영화이다. 로버트 캐러딘 등이 출연하였고, 테드 필드 등이 제작에 참여하였다.

## 줄거리
대학에서 컴퓨터 과학을 전공하는 너드들은 축구팀 남학생 사교 모임의 괴롭힘에서 벗어나기 위해 홈커밍 사교 모임 대회에서 우승해 자신들 중 한 명을 사교 모임 협의회 회장으로 올리기로 결의한다.

## 출연진
- 로버트 캐러딘
- 앤서니 에드워즈
- 테드 맥긴리
- 줄리아 몽고메리
- 커티스 암스트롱
- 래리 B. 스콧
- 브라이언 토치
- 미셸 메이링크
- 맷 샐린저
- 도널드 기브
- 제임스 크롬웰
- 존 굿맨
- 버니 케이시

## 기타 제작진
- 미술: 제임스 L. 쇼피